# Оградзаны
Оградзаны (словац. Ohradzany) — село и одноимённая община в районе Гуменне Прешовского края Словакии. В письменных источниках начинает упоминаться с 1317 года.

## География
Село расположено в юго-восточной части края, в южной части Низких Бескид, в долине реки Ондавицы, при автодороге 3826. Абсолютная высота — 183 метра над уровнем моря. Площадь муниципалитета составляет 11,99 км².

## Население
| Год:                | 1994 | 2004    | 2014    | 2024    |
| ------------------- | ---- | ------- | ------- | ------- |
| Количество человек: | 594  | 619     | 643     | 614     |
| Разница:            |      | +4,20 % | +3,87 % | −4,51 % |

По данным последней официальной переписи 2011 года, численность населения Оградзан составляла 652 человека.